# Église Saint-Sulpice (Noisy-le-Grand)
Pour les articles homonymes, voir Église Saint-Sulpice.
L'église Saint-Sulpice est une église catholique dédiée à saint Sulpice et située à Noisy-le-Grand (Seine-Saint-Denis), place de l'Église, non loin de l’ancienne cour Chilpéric, demeure royale mérovingienne.

## Historique
Selon Grégoire de Tours, un oratoire aurait été élevé a la mémoire d'un fils de Chilpéric Ier (roi des Francs), Clovis, assassiné sur ordre de Frédégonde.
Après avoir reçu en 1089 la paroisse de Noisy avec l’assentiment de Hugues de Dammartin et de Renaud de Chelles, les moines du Prieuré Saint-Martin-des-Champs investissent la région, envisagent la construction d’une église à Noisy, et choisissent l'emplacement de l'oratoire primitif. Le clocher, de style roman, commencé vers 1130-1140, est adossé à cet oratoire, qui forme actuellement l’abside du bas-côté nord du bâtiment actuel, et est toujours visible. La nef et le chœur datent d'environ 1245.
En 1484, l'église reçoit sa dédicace "A Nostre Dame et Saint-Soulpice". Cette date marque certainement une nouvelle phase de travaux. La voûte en berceau avec la frise ornementale qui marque la corniche date certainement du XVIIe siècle.
L'édifice a fait l'objet de plusieurs campagnes de construction et de remaniements aux XIIIe et XVIe siècles.
C'est dans cette église que le vicomte Alexandre de Beauharnais épouse Joséphine Tascher de la Pagerie le 13 décembre 1779.

## Description
Elle est inscrite depuis 1999 à l'Inventaire Supplémentaire des Monuments Historiques et comprend une nef à trois vaisseaux de cinq travées sans transept et un chœur de deux travées avec son bas-côté sud voûté par l'abside en cul de four.
De 2011 à 2013, des travaux de grande ampleur ont été menés dans tout l'édifice afin de lui restituer son aspect d'origine: portail, voûte, travées et chœur. Des baies ont été recréées, une nouvelle cloche et un orgue flambant neuf installés.